# Босманс-Бенедиктс, Сара

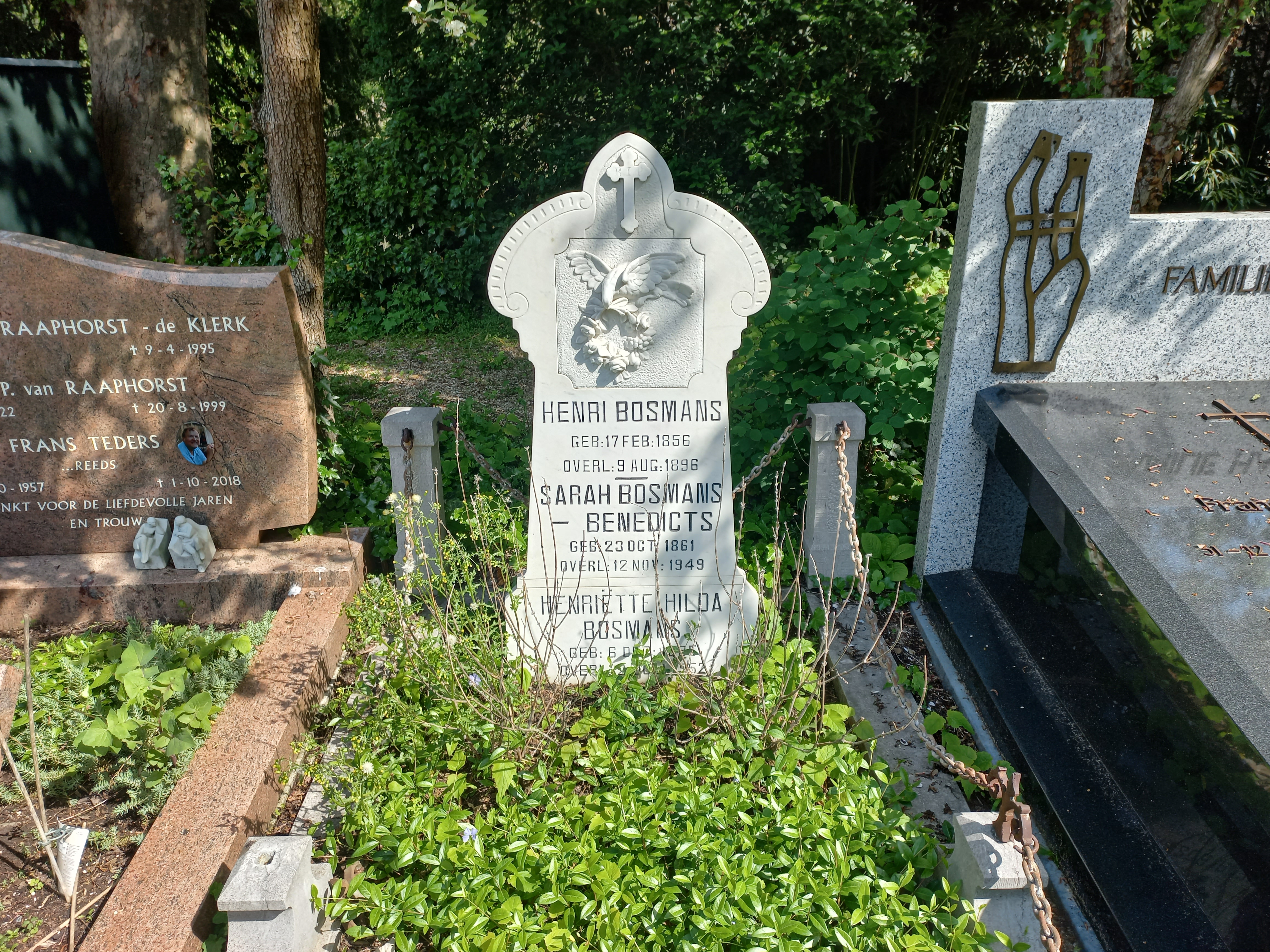
Надгробие Сары Босманс-Беннедиктс и Хенри Босманс

Сара Босманс-Бенедиктс (нидерл. Sarah Bosmans-Benedicts; 23 октября 1861, Амстердам — 12 ноября 1949, Амстердам) — нидерландская пианистка и музыкальный педагог еврейского происхождения. Жена виолончелиста Хенри Босманса.

## Биография
Дочь скрипача и музыкального педагога Бенедиктуса Бенедиктса, была старшей дочерью из пяти детей, родилась в 1861 году. Её мать, Ханна де Геде, была модисткой. Её первым учителем музыки был её отец, который помог её талантам проявиться в раннем возрасте.
В 1877 году, получив стипендию короля Виллема III, отправилась в Германию для обучения в Кёльнской консерватории у Джеймса Кваста, занималась также композицией под руководством Фердинанда Хиллера.
По возвращении в Нидерланды дебютировала как солистка в 1880 году, исполнив Второй концерт Камиля Сен-Санса с оркестром под управлением Йоханнеса Верхулста. В большей степени выступала как ансамблистка, в том числе аккомпанируя мужу, а также Виллему Кесу и Юлиусу Рёнтгену. После смерти мужа (1896) практически отказалась от исполнительской карьеры, лишь изредка аккомпанируя своим ближайшим коллегам, среди которых были Исаак Моссел, Брам Элдеринг и Карл Флеш.
В 1895—1934 гг. преподавала в Амстердамской консерватории, входила в ближайшее окружение Виллема Менгельберга. Среди значительных учеников Босманс — дирижёр Яап Спаандерман и её собственная дочь, композитор Генриетта Босманс, которую связывали с матерью близкие, но сложные отношения. В 1944 году как еврейка была заключена в концентрационный лагерь Вестерборк, однако в результате хлопот дочери и Менгельберга через несколько дней была освобождена.
Продолжала преподавательскую деятельность до преклонного возраста.